# Seznam norveških generalov
Seznam norveških generalov.

## E
Carl Johan Erichsen - 

## F
Carl Gustav Fleischer - 

## H
Wilhelm von Tangen Hansteen - Olaf Helset - Jacob Hviden Haug - 

## L
Kristian Kristiansen Laake - Jacob Ager Laurantzon - Einar Liljedal - Birger Ljungberg - 

## R
Otto Ruge - 

## S
William Steffens - 